# Anomiopus parallelus
Anomiopus parallelus är en skalbaggsart som beskrevs av Edgar von Harold 1862. Anomiopus parallelus ingår i släktet Anomiopus och familjen bladhorningar. Inga underarter finns listade i Catalogue of Life.